# 게이지 골라이틀리
게이지 골라이틀리(Gage Golightly, 1993년 9월 5일 ~ )는 미국의 배우이다.

## 출연 작품
- 스텝 시스터즈 (2018)
- 캐빈 피버: 블러디 홀리데이 (2016)
- 엑소시즘: 죽음의 소리 (2015)
- 레드 옥스 (2014)
- 트룹 시즌2 (2014)
- 곤 미싱 (2013)
- 트룹 (2009)
- 트룹 시즌1 (2009)
- 파이브 데이즈 투 미드나잇 (2004)
- 캐롤 크리스마스 (2003)